# Sân vận động Australia
Sân vận động Australia (tiếng Anh: Stadium Australia), hiện được gọi là Sân vận động Accor vì lý do tài trợ, là một sân vận động đa năng nằm trong Công viên Olympic Sydney, Sydney, Úc. Sân đôi khi được gọi là Sân vận động Olympic Sydney, Sân vận động Homebush, hoặc ngắn gọn là Sân vận động Olympic. Sân được hoàn thành vào tháng 3 năm 1999 với chi phí xây dựng 690 triệu đô la Úc để tổ chức Thế vận hội Mùa hè 2000. Sân được thuê bởi một công ty tư nhân là Stadium Australia Group cho đến khi sân vận động này được bán lại cho chính quyền bang New South Wales (NSW) vào ngày 1 tháng 6 năm 2016, sau khi Thủ hiến New South Wales Michael Baird tuyên bố sân vận động sẽ được tái phát triển thành một sân vận động hình chữ nhật đẳng cấp thế giới. Hiện tại, sân thuộc sở hữu của Venues NSW, một công ty thuộc chính quyền bang New South Wales.
Khi mới khánh thành, sân vận động có sức chứa 110.000 khán giả, khiến sân trở thành sân vận động Olympic lớn thứ hai từng được xây dựng. Đây là sân vận động lớn thứ hai ở Úc sau Melbourne Cricket Ground, nơi từng có sức chứa hơn 120.000 người trước khi được cải tạo lại vào những năm đầu thập niên 2000. Vào năm 2003, công việc cải tạo đã được hoàn thành, bao gồm rút ngắn các khán đài phía bắc và phía nam lại và lắp đặt ghế di động. Những thay đổi này đã làm giảm sức chứa của sân xuống còn 80.000 chỗ ngồi, nhưng có thể lắp đặt thêm ghế ngồi tùy thuộc vào cấu hình mặt sân. Mái che cũng được lắp đặt thêm ở các khán đài phía bắc và phía nam, cho phép hầu hết các chỗ ngồi đều được che chắn. Sân được thiết kế theo dây chuyền bền vững, chẳng hạn cấu trúc mái che sử dụng ít thép hơn so với mái che của các sân vận động Olympic ở Athens và Bắc Kinh.

## Quyền đặt tên
Từ khi được khánh thành vào năm 1999 đến năm 2002, sân vận động có tên gọi là "Sân vận động Australia" do không có nhà tài trợ nào mua quyền đặt tên. Năm 2002, công ty viễn thông Telstra mua lại quyền đặt tên, do đó sân được gọi là Sân vận động Telstra. Vào ngày 12 tháng 12 năm 2007, Stadium Australia Group (SAG) thông báo rằng sân vận động sẽ được đổi tên thành Sân vận động ANZ sau khi SAG ký kết thỏa thuận quyền đặt tên với ANZ Bank trị giá khoảng 31,5 triệu đô la Úc trong bảy năm. Tên gọi này có hiệu lực từ ngày 1 tháng 1 năm 2008. Năm 2014, ANZ đã gia hạn thỏa thuận đến hết năm 2017 và thêm một lần nữa cho đến khi sân bị đóng cửa để cải tạo lại vào tháng 10 năm 2019.
Vào tháng 12 năm 2020, quyền đặt tên của ANZ đối với sân vận động đã hết hạn và tên gọi của sân được hoàn lại thành Sân vận động Australia.
Vào tháng 11 năm 2021, sân được gọi là Sân vận động Accor sau khi tập đoàn kinh doanh khách sạn đa quốc gia Accor mua lại quyền đặt tên.

## Lịch sử

### Lịch sử ban đầu

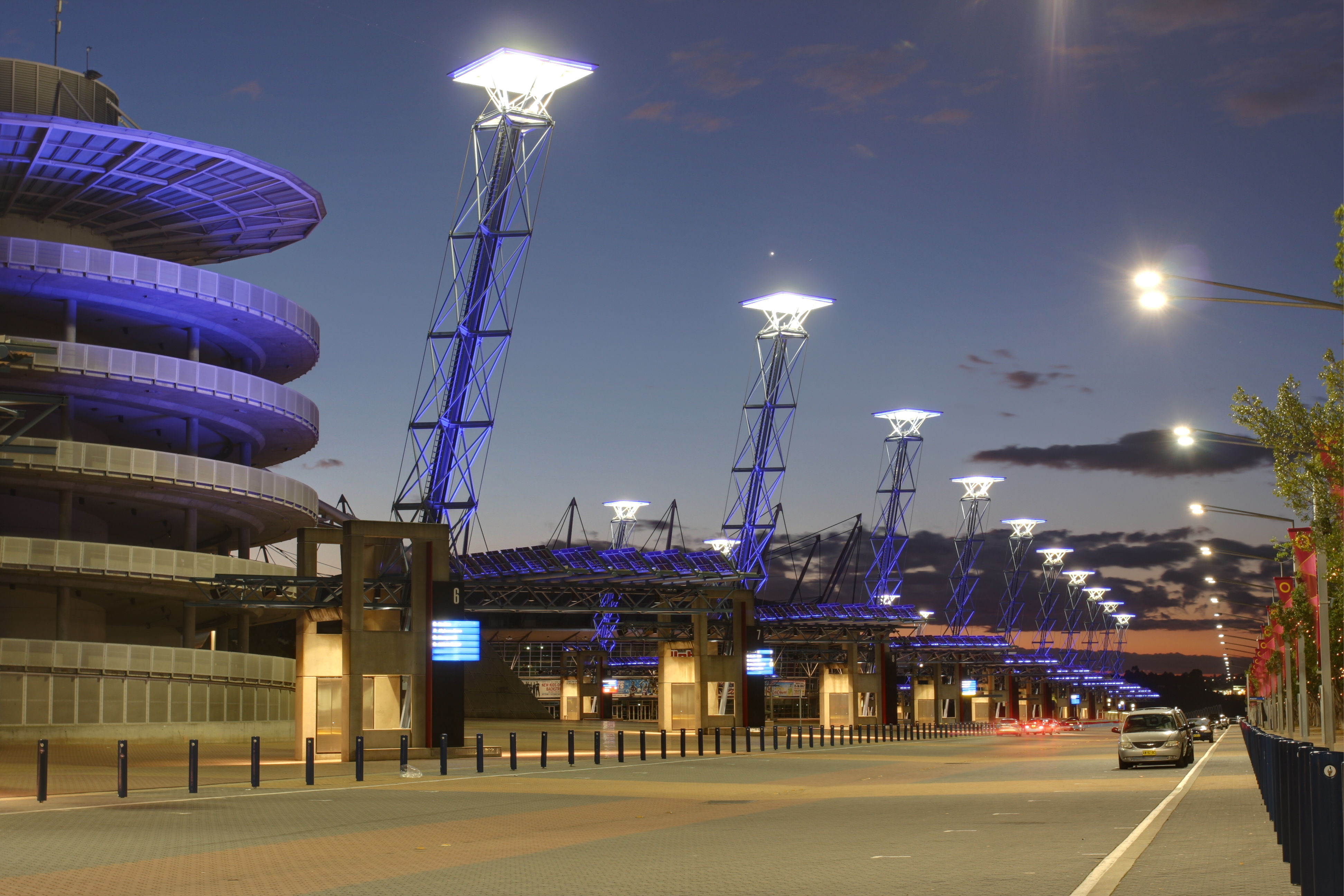
Cảnh đêm của Công viên Olympic Sydney

Năm 1993, Sân vận động Australia được thiết kế để tổ chức Thế vận hội Sydney 2000.
Sự kiện thể thao đầu tiên được tổ chức tại sân vận động là vào ngày 6 tháng 3 năm 1999 khi số lượng khán giả kỷ lục của môn rugby league lúc bấy giờ là 104.583 người theo dõi trận đánh đôi đầu tiên của NRL, với Newcastle v Manly và Parramatta v St. George Illawarra Dragons. Số lượng khán giả dự khán đã phá vỡ kỷ lục cũ là 102.569 người được thiết lập tại Sân vận động Odsal ở Bradford, Anh cho trận đấu lại Chung kết Challenge Cup giữa Warrington và Halifax được tổ chức vào ngày 5 tháng 5 năm 1954.
Buổi biểu diễn âm nhạc đầu tiên được tổ chức tại sân vận động mới xây dựng là Bee Gees, bao gồm Barry, Robin và Maurice Gibb, vào ngày 27 tháng 3 năm 1999. Ban nhạc đã bắt đầu chuyến lưu diễn vòng quanh thế giới cuối cùng của họ với tư cách là một nhóm trước khi Maurice qua đời, chuyến tham quan kết thúc tại Sân vận động Olympic mới được xây dựng. Buổi biểu diễn đã cháy vé với số lượng người tham dự là 66.285 khán giả.
Sân vận động đã không được chính thức mở cửa cho đến tháng 6 năm 1999 khi đội tuyển bóng đá quốc gia Úc thi đấu FIFA All Stars. Úc đã thắng trận đấu với tỷ số 3–2 trước 88.101 khán giả. Sân vận động Australia cũng là chủ nhà trong chiến thắng lịch sử của đội tuyển quốc gia trước Uruguay vào tháng 11 năm 2005, chiến thắng giúp Australia giành quyền tham dự Giải vô địch bóng đá thế giới lần thứ hai trong lịch sử nước này. Sự kiện này đã thu hút một đám đông có sức chứa ảo lên tới 82.698 người.
Trận đấu rugby union tại Cúp Bledisloe 1999 giữa đội bóng bầu dục Úc Wallabies và đội New Zealand All Blacks đã thu hút một lượng khán giả kỷ lục thế giới lúc bấy giờ là 107.042 người. Vào năm 2000, điều này đã bị phá vỡ khi một đám đông gần như có sức chứa 109.874 người (sức chứa vào thời điểm đó là 110.000 người) đã chứng kiến "Trận đấu bóng bầu dục tuyệt vời nhất từ trước đến nay" khi Jonah Lomu đã ấn định chiến thắng của All Blacks trước Wallabies với tỷ số 39–35. All Blacks đã dẫn trước 24-nil sau 11 phút chỉ để chứng kiến Úc hòa ở mức 24-all vào giờ nghỉ giải lao.
Một trận đấu bóng đá giao hữu giữa Socceroos và đội Premier League Manchester United đã được diễn ra vào ngày 18 tháng 7 năm 1999. Manchester United đã đánh bại Úc với tỷ số 1–0 trước 78.000 khán giả.
Vào ngày 9 tháng 6 năm 1999, sân vận động đã tổ chức trận đấu đầu tiên của loạt trận State of Origin giữa New South Wales và Queensland. Trận đấu, Game 2 của loạt trận đấu, chứng kiến số lượng khán giả kỷ lục của Origin tại Sydney khi 88.336 khán giả đã chứng kiến Blues làm lễ rửa tội cho sân nhà mới của họ với chiến thắng 12–8. Số lượng khán giả đã phá vỡ kỷ lục khán giả của Origin là 87.161 người khi được thiết lập tại Melbourne Cricket Ground cho Game 2 của loạt trận năm 1994.
Vào ngày 7 tháng 8 năm 1999, một trận đấu giao hữu của National Football League (Bóng bầu dục Mỹ) được gọi là American Bowl đã được diễn ra giữa Denver Broncos và San Diego Chargers, mang về nhà cựu cầu thủ của Australian Football League Darren Bennett, cầu thủ của Chargers. Broncos đã giành chiến thắng 20–17 trong trận đấu trước 73.811 khán giả. Đây là trận đấu American Bowl đầu tiên và hiện tại là duy nhất của Úc.
Trận chung kết National Rugby League 1999, diễn ra vào ngày 26 tháng 9 giữa Melbourne Storm và St. George Illawarra Dragons, đã phá vỡ kỷ lục thế giới về số lượng khán giả của rugby league trước đó đã được thiết lập vào đầu mùa giải khi 107.999 người đến xem Storm đánh bại Dragons 20–18 để giành được vị trí cao nhất NRL đầu tiên của họ.

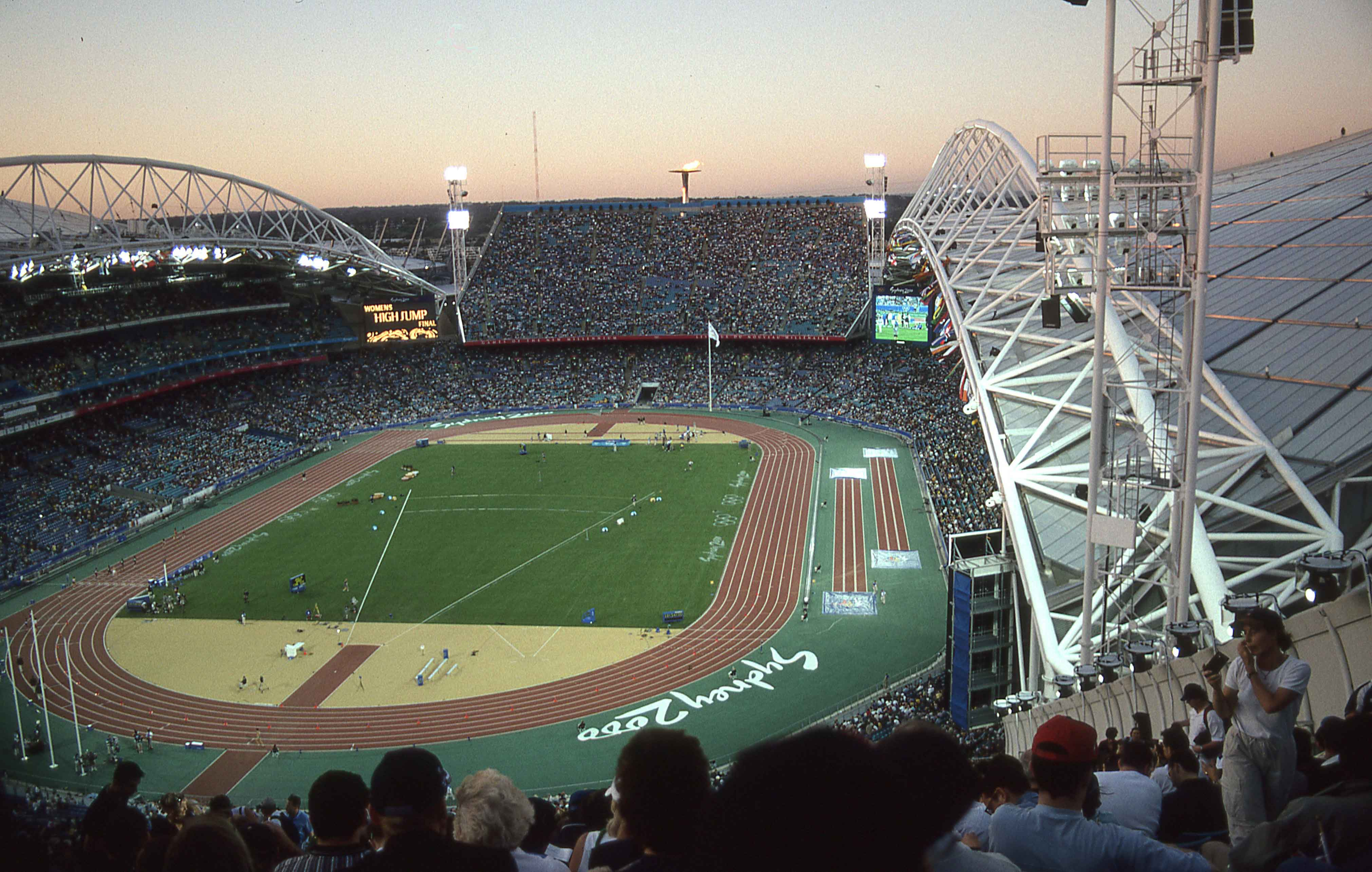
Các sự kiện điền kinh tại Sân vận động Australia trong Thế vận hội Mùa hè 2000

Trong suốt Thế vận hội 2000, các giải đấu điền kinh buổi tối vào ngày 11 đã thu hút 112.524 khán giả vào đêm mà Cathy Freeman của Australia đã giành được huy chương vàng Olympic nội dung 400 m nữ. Tính đến năm 2014, đây vẫn là kỷ lục khán giả thế giới về bất kỳ sự kiện điền kinh nào. Cũng trong thời gian diễn ra Thế vận hội, trận chung kết môn bóng đá đã thu hút 104.098 người chứng kiến Cameroon đánh bại Tây Ban Nha để giành huy chương vàng Olympic lần đầu tiên. Đây là kỷ lục khán giả tại Thế vận hội, phá vỡ kỷ lục 101.799 người được thiết lập tại Rose Bowl trong trận tranh huy chương vàng của Thế vận hội 1984 ở Los Angeles.
Lễ khai mạc Thế vận hội Mùa hè 2000 tại sân vận động đã lấp kín 110.000 chỗ ngồi, trong khi lượng khán giả tham dự cao nhất trong lịch sử Thế vận hội Olympic hiện đại được ghi nhận với 114.714 người có mặt tại sân vận động cho lễ bế mạc cùng Thế vận hội. Các tiết mục biểu diễn âm nhạc cho lễ bế mạc là những "ai là ai" của âm nhạc Úc bao gồm Kylie Minogue, John Williamson, John Paul Young, Jimmy Barnes, Midnight Oil, INXS (với Jon Stevens), Men at Work và Slim Dusty, người đã hát bài Waltzing Matilda. Cũng có mặt trên sân khấu trong Lễ bế mạc còn có những người Úc nổi tiếng khác như tay golf Greg Norman và diễn viên hài Paul Hogan.

### Sau khi cấu hình lại

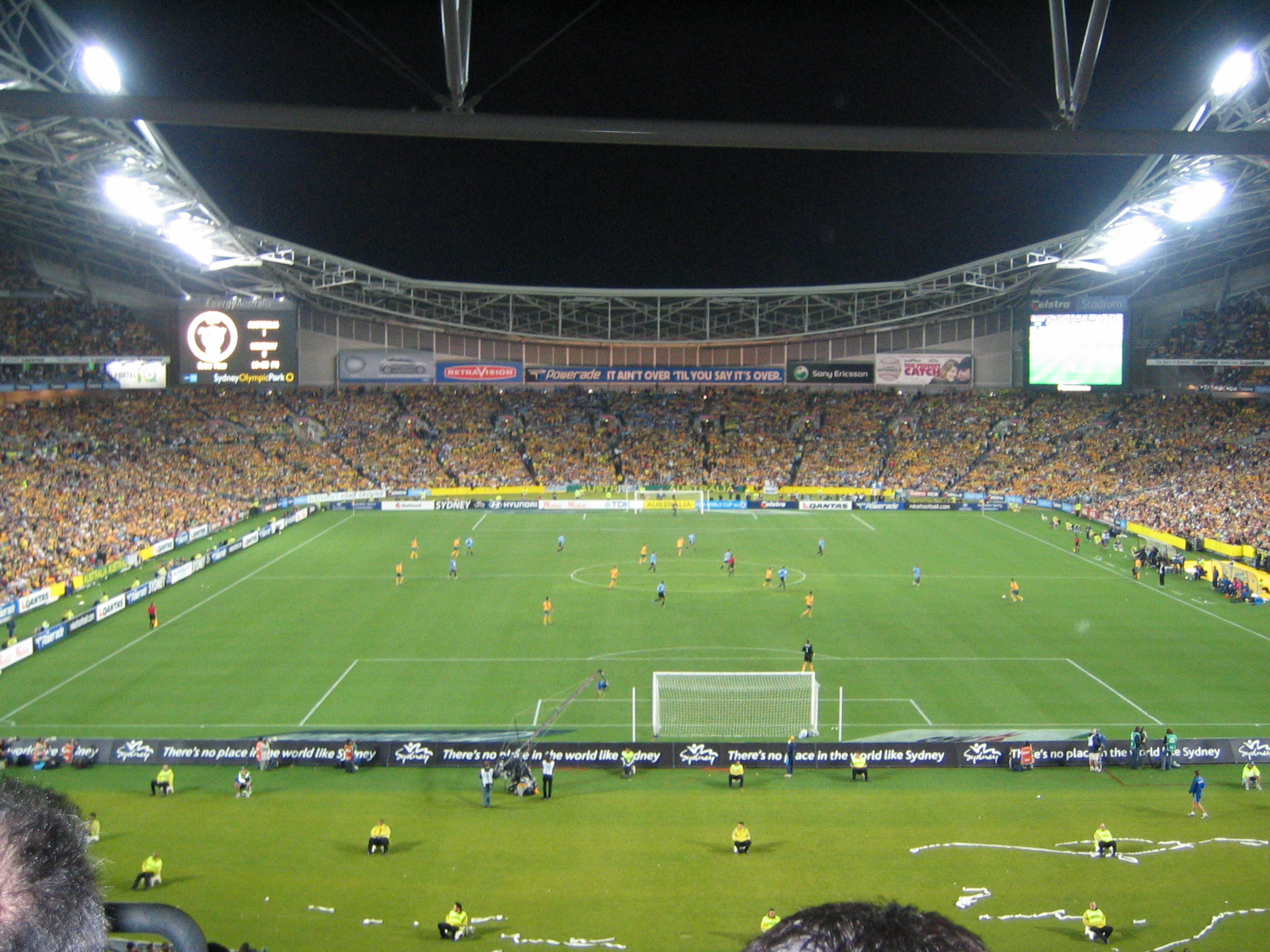
Úc đấu với Uruguay trên Sân vận động Australia, trong trận đấu play-off vòng loại World Cup 2006

Trận đấu giữa Sydney Swans và Collingwood của Australian Football League (AFL) tại sân vận động vào thứ Bảy, ngày 23 tháng 8 năm 2003 đã lập kỷ lục về số lượng khán giả đông nhất đến xem một trận đấu bóng bầu dục Úc bên ngoài bang Victoria với 72.393 khán giả (87,7% sức chứa) dự khán và là lượng khán giả AFL nhà-và-khách đông nhất tại bất kỳ sân vận động nào của Úc trong năm 2003. Lượng khán giả đã phá vỡ kỷ lục 66.897 người được thiết lập tại Football Park ở Adelaide, Nam Úc vào ngày 28 tháng 9 năm 1976 cho trận chung kết South Australian National Football League (SANFL) giữa Sturt và Port Adelaide Football Club.

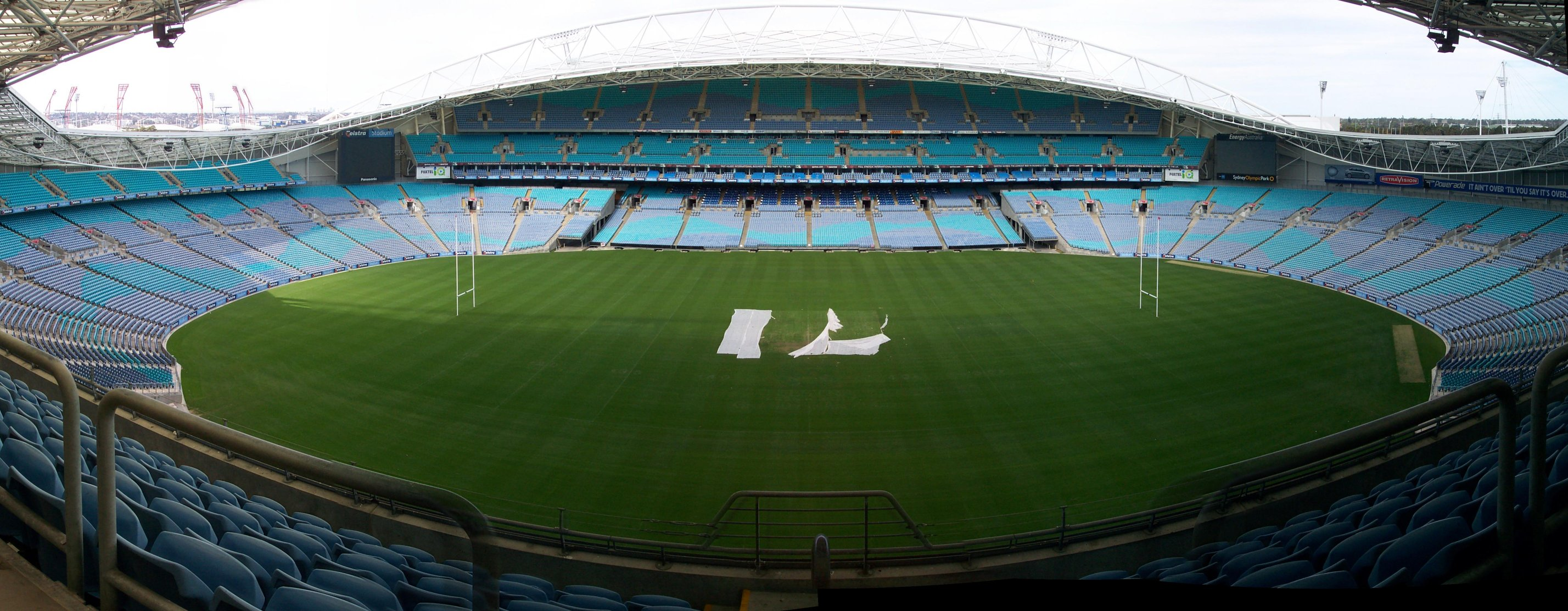
Cấu hình hình bầu dục với các dụng cụ cho bóng bầu dục. Theo hướng dẫn, các cột mục tiêu của bóng bầu dục cách nhau 100 m

Ngày 2 tháng 10 năm 2005, đã chứng kiến 82.453 người dự khán trận chung kết NRL, trong đó Wests Tigers đánh bại North Queensland Cowboys 30–16.
Ngày 16 tháng 11 năm 2005, 82.698 người đã xem trận đấu lượt về play-off liên lục địa vòng loại châu Đại Dương-Nam Mỹ để giành quyền tham dự Giải vô địch bóng đá thế giới 2006. Úc đã đánh bại Uruguay với tỷ số 1–0, dẫn đến loạt sút luân lưu vì Uruguay đã thắng trận lượt đi vòng play-off 1–0. Úc đã thắng trong loạt luân lưu 4–2 và giành được một suất tham dự World Cup lần đầu tiên kể từ năm 1974. Quả phạt đền nơi John Aloisi đá chính giúp chiến thắng đã được giữ nguyên vĩnh viễn và được trưng bày công khai tại sân vận động.
Vào ngày 1 tháng 10 năm 2006, sân vận động đã tổ chức trận chung kết NRL 2006 giữa Brisbane Broncos và Melbourne Storm. Đây là lần đầu tiên kể từ khi giải đấu bắt đầu vào năm 1908, hai đội từ bên ngoài Sydney đã tranh tài trong trận chung kết. 79.609 người hâm mộ đã chứng kiến Broncos đánh bại Storm 15–8. Tính đến trận chung kết NRL 2018, đây là một trong ba lần không có đội nào có trụ sở tại Sydney tranh cử người quyết định ngôi đầu và cũng là lần duy nhất trận chung kết NRL tại Sân vận động Olympic không thu hút được ít nhất 80.000 người hâm mộ.
Vào ngày 5 tháng 10 năm 2008, Manly-Warringah Sea Eagles đã đánh bại Melbourne Storm 40–0 trong trận chung kết NRL 2008 trước 80.388 người hâm mộ. Đây là tỷ số chiến thắng kỷ lục cho một trận chung kết, phá vỡ kỷ lục trước đó là 38–0 khi Eastern Suburbs đánh bại St. George trong trận chung kết năm 1975 tại Sydney Cricket Ground. Năm 2008 là năm thứ 100 của giải đấu. Đây cũng là lần đầu tiên một đội bị cầm hòa không bàn thắng trong một trận chung kết kể từ khi Manly đánh bại Cronulla-Sutherland với tỷ số 16–0 trong trận chung kết tổng năm 1978 tại SCG (trận chung kết ban đầu năm đó đã có tỉ số hòa 11–11).
Vào tháng 2 năm 2009, sân vận động đã thay thế hai màn hình tivi hiện có bằng màn hình video LED Panasonic HD mới có kích thước 23x10m – lớn hơn 70% so với màn hình ban đầu và lớn hơn 50% so với màn hình ở Sân vận động Quốc gia Bắc Kinh, đồng thời tiêu thụ ít điện năng hơn màn hình cũ. Ngoài ra, một màn hình LED có chu vi hiển thị quảng cáo ANZ đã được lắp đặt ở tầng thứ hai từ đường 30m đến đường 30m.
Ngày 25 tháng 9 năm 2009, chứng kiến số lượng khán giả vòng chung kết NRL (chung kết không phải tổng) lớn nhất trong lịch sử giải đấu khi 74.549 người hâm mộ chứng kiến Parramatta Eels đánh bại Bulldogs RLFC 22–12 trong trận chung kết sơ bộ của mùa giải NRL 2009. Điều này đã đánh bại kỷ lục khán giả của chung kết trước đó là 57.973 người được thiết lập tại Sydney Cricket Ground cho trận chung kết sơ bộ của mùa giải NSWRFL 1963 khi St. George đánh bại Parramatta 12–7.

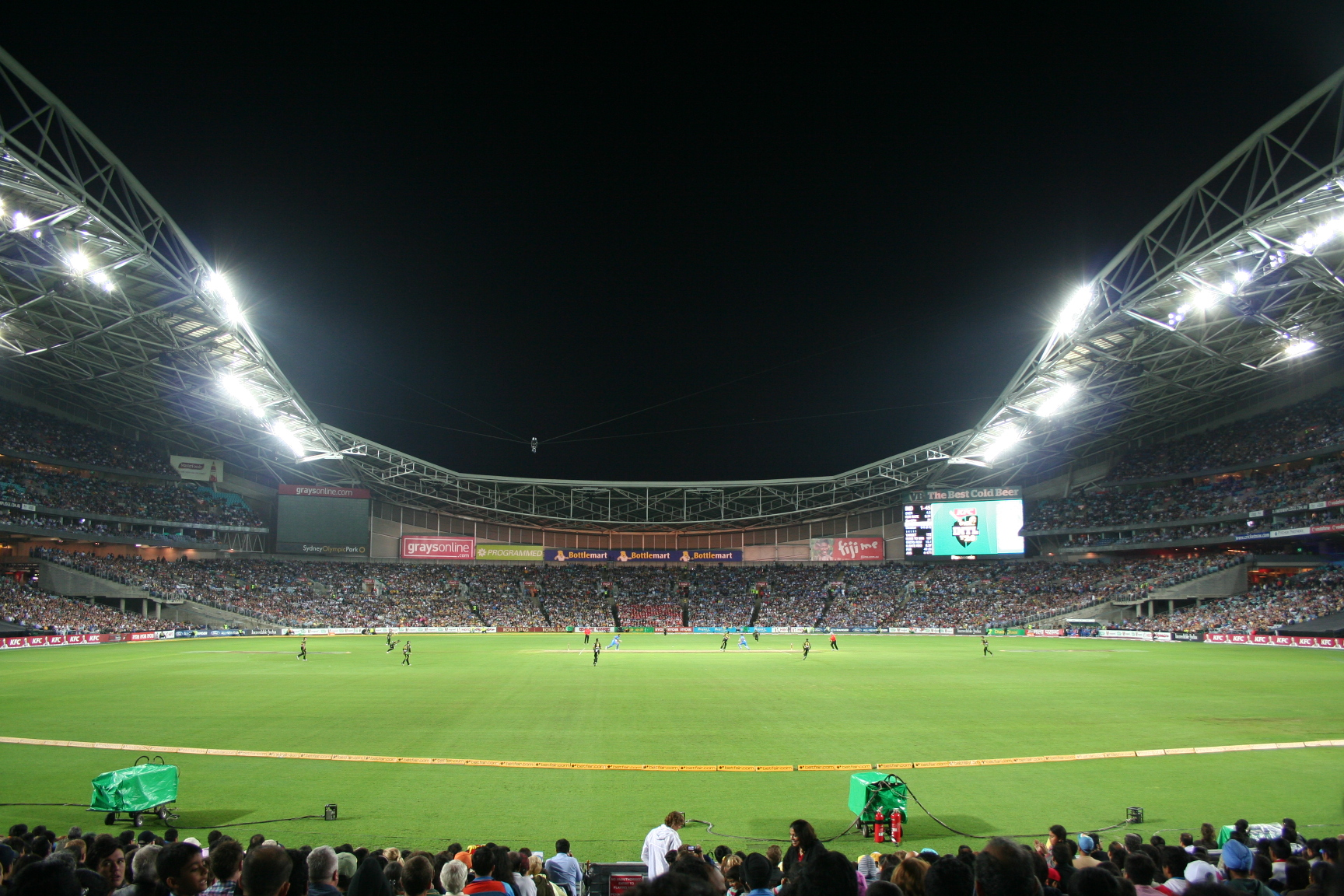
Trận đấu Twenty20 giữa Ấn Độ và Úc năm 2012

Sân tổ chức trận đấu cricket quốc tế đầu tiên khi Úc đấu với Ấn Độ trong trận đấu đêm Twenty20 vào ngày 1 tháng 2 năm 2012. Trận đấu thu hút 59.569 khán giả, đây vẫn là số lượng khán giả đông nhất từ trước đến nay cho một trận đấu cricket ở New South Wales.
Ngày 30 tháng 9 năm 2012, chứng kiến lượng khán giả dự khán trận chung kết NRL lớn nhất từ trước đến nay cho đến năm 2014 khi 82.976 người dự khán trận chung kết NRL 2012 để xem Melbourne Storm đánh bại Canterbury-Bankstown Bulldogs 14–4. Con số này gần đạt được trong trận chung kết NRL 2009 giữa Storm và Parramatta Eels, với 82.538 người dự khán. Vào ngày 13 và 14 tháng 12 năm 2010, một buổi hòa nhạc của U2, một trong những buổi hòa nhạc lớn nhất trong lịch sử, đã được tổ chức tại Sân vận động ANZ.
Vào ngày 6 tháng 7 năm 2013, kỷ lục số lượng khán giả của cấu hình hình chữ nhật mới là 83.702 người đã chứng kiến Sư tử Anh và Ireland đánh bại The Wallabies 41–16 để giành chiến thắng trong loạt Cúp Tom Richards với tỷ số 2–1.
Kỷ lục được thiết lập bởi The Wallabies đã bị phá vỡ chỉ 10 ngày sau đó vào ngày 17 tháng 7 khi 83.813 (chỉ còn 187 chỗ ngồi ngắn) dự khán Game 3 của loạt trận State of Origin 2013. Queensland đánh bại NSW 12–10 để giành chiến thắng trong loạt trận Origin thứ 8 liên tiếp của họ. Với 80.380 người dự khán Game 1 tại sân vận động, những người khán giả cũng đã phá vỡ kỷ lục khán giả của Origin cho game đầu tiên và thứ 3 của loạt game. Với game thứ hai của loạt trận thu hút 51.690 người đến Sân vận động Suncorp của Brisbane, năm 2013 cũng phá vỡ kỷ lục khán giả của loạt trò chơi Origin với 215.883 người dự khán ba game.
Vào ngày 6 tháng 9 năm 2013, chứng kiến lượng khán giả dự khán vòng đấu nhỏ NRL lớn nhất từ trước đến nay cho một trận đấu duy nhất tại sân vận động đã được thiết lập khi 59.708 người chứng kiến đội bóng cuối cùng của trận chung kết năm 2013 Sydney Roosters đánh bại South Sydney 24–12 trong vòng cuối cùng của mùa giải NRL 2013. Đây cũng là trận đấu đơn lẻ có số lượng khán giả lớn nhất trong lịch sử giải đấu có từ năm 1908, phá vỡ kỷ lục trước đó được thiết lập tại Sân vận động ANZ ở Brisbane (nay được gọi là Trung tâm Thể thao và Điền kinh Queensland) vào ngày 27 tháng 8 năm 1993 khi St. George đánh bại Brisbane 16–10 ở Vòng 22 của mùa giải NSWRL 1993 trước 58.593 người hâm mộ.
Vào ngày 18 tháng 6 năm 2014, 83.421 người hâm mộ đã chứng kiến NSW đánh bại Qld 6–4 trong Game 2 của loạt trận State of Origin 2014. Sau khi giành chiến thắng trong Game 1 tại Sân vận động Suncorp ở Brisbane, chiến thắng của đội chủ nhà đã chứng kiến sự thống trị 8 năm của Queensland với Origin kết thúc khi New South Wales giành chiến thắng trong loạt trận đầu tiên kể từ năm 2005.
Vào ngày 5 tháng 10 năm 2014, kỷ lục khán giả mới sau khi cấu hình lại được thiết lập với 83.833 người đã chứng kiến South Sydney đánh bại Canterbury-Bankstown 30–6 trong trận chung kết NRL 2014. Đây là lần đầu tiên Rabbitohs góp mặt tại trận chung kết và giành vị trí đầu bảng kể từ năm 1971.
Vào ngày 27 tháng 12 năm 2014, một kỷ lục khán giả tại cricket trong nước mới cho NSW đã được thiết lập với 32.823 người dự khán trận derby Sydney giữa Sydney Thunder và Sydney Sixers. Đám đông là lượng khán giả cao nhất của cricket trong nước trong lịch sử NSW, chỉ bị phá vỡ vài tuần sau đó tại Sydney Cricket Ground với cùng hai đội.
Lịch sử đã lặp lại vào ngày 4 tháng 10 năm 2015 khi lần thứ hai trong lịch sử của NRL, không có đội NSW nào góp mặt trong trận chung kết tổng và lần đầu tiên, đó là trận derby Queensland trong trận chung kết giữa Brisbane và North Queensland. 82.758 người, nhiều người trong số họ đã đi xuống từ nhiều vùng khác nhau của Queensland, chứng kiến một trong những trận chung kết vĩ đại nhất mọi thời đại khi trận đấu đi vào thời gian điểm vàng nhờ sự cố gắng của Kyle Feldt trong những giây phút cuói cùng để san bằng điểm số 16 tất cả. Nhưng trận đấu sẽ được nhớ đến với pha bỏ bóng của Ben Hunt từ khi bắt đầu vào hiệp phụ, dẫn đến bàn thắng trên sân của Johnathan Thurston, giúp North Queensland có lần đầu tiên tham dự NRL kể từ khi được nhận vào thi đấu năm 1995. Ngoài các trận đấu liên quan đến đội tuyển quốc gia, lượng khán giả lớn nhất từ trước đến nay ở NSW không liên quan đến một đội có trụ sở tại tiểu bang.
Vào ngày 30 tháng 9 năm 2018, trận chung kết giữa Sydney Roosters và Melbourne Storm có một trong những màn trình diễn dũng cảm nhất trong lịch sử thể thao Úc khi Cooper Cronk, mặc dù bị chấn thương vai nặng từ tuần trước, nhưng đã chơi gần như cả trận đấu, gây cảm hứng Roosters của anh với chiến thắng nổi tiếng 21–6 trước câu lạc bộ cũ của anh và đồng thời vượt qua Storm để trở lại chức vô địch.
Vào ngày 6 tháng 10 năm 2019, một trận chung kết NRL đáng chú ý khác đã được tổ chức với 82.922 người chứng kiến Sydney Roosters trở thành đội đầu tiên trở lại trước ở giải NRL kể từ Brisbane Broncos năm 1992 và 1993, đánh bại Canberra Raiders, đội đã ở trong trận chung kết đầu tiên của họ kể từ năm 1994 trong hoàn cảnh gây tranh cãi. Trong khi hiệp 2 chỉ còn 10 phút với điểm số bị khóa ở 8 điểm, trọng tài Ben Cummins ban đầu cho Canberra thực hiện 6 pha tắc bóng mới sau khi cho rằng một cầu thủ Roosters đã chạm bóng, nhưng sau đó rút lại lệnh do Jack Wighton của Canberra đã bị cản phá bóng và ra lệnh cho Roosters chuyển giao với James Tedesco ghi bàn ấn định chiến thắng cho Roosters ngay sau khi giao bóng để giành chiến thắng 14–8.

## Phát triển

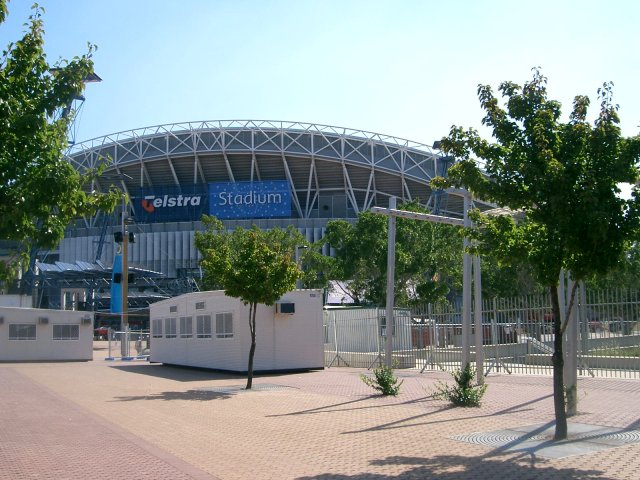
Sân vận động Telstra vào năm 2005

Vào tháng 10 năm 2001, công việc tái cấu trúc lớn trên sân vận động đã được bắt đầu để cho phép các môn thể thao đòi hỏi một sân hình bầu dục, như cricket và bóng bầu dục Úc, được chơi trên mặt sân. Hai cánh đứng đã được gỡ bỏ cũng như đường chạy điền kinh và một phần chỗ ngồi di động được lắp đặt ở vị trí của nó. Mái che mới được xây dựng ở hai đầu và chỗ ngồi có tầm nhìn kém về mặt sân đã bị gỡ bỏ. Việc cấu hình lại đã giảm sức chứa xuống còn 84.000 chỗ ngồi cho trường hình chữ nhật và 82.500 chỗ ngồi cho trường hình bầu dục với tổng chi phí là 80 triệu đô la. Công việc xây dựng được thực hiện bởi Multiplex.
Công việc tái cấu trúc lại đã được hoàn thành vào tháng 10 năm 2003 cho Giải vô địch bóng bầu dục thế giới 2003, nơi sân vận động Telstra sau đó tổ chức trận khai mạc, hai trận đấu nhóm khác, cả hai trận bán kết, trận play-off tranh hạng ba và trận chung kết của giải đấu. Trong trận bán kết đầu tiên vào ngày 15 tháng 11 năm 2003, Úc đã đánh bại New Zealand 22–10 và sau đó trong trận bán kết thứ hai vào ngày hôm sau, Anh đánh bại Pháp 24–7. Trong trận chung kết vào ngày 22 tháng 11, Anh đã đánh bại Australia 20–17 trong hiệp phụ.

## Đề xuất cải tạo
Vào tháng 9 năm 2015, chính quyền New South Wales tuyên bố họ dự định nâng cấp sân vận động trong thập kỷ tới và lắp đặt một mái che có thể thu vào trên sân vận động.
Vào ngày 23 tháng 11 năm 2017, chính quyền New South Wales tiết lộ rằng Sân vận động Australia sẽ bị phá hủy và xây dựng lại hoàn toàn, với một sân vận động hình chữ nhật 75.000 chỗ ngồi mới được xây dựng tại chỗ. Thông báo được đưa ra cùng với việc công bố kế hoạch xây dựng lại sân vận động bóng đá Sydney ở Moore Park. Kế hoạch ban đầu cho Sân vận động Australia là cho việc phá hủy bắt đầu vào năm 2019 và sân vận động mới sẽ được hoàn thành vào năm 2021.
Vào ngày 29 tháng 3 năm 2018, Thị trưởng NSW Gladys Berejiklian đã quay lại kế hoạch xây dựng lại, và tiết lộ chính phủ thay vào đó sẽ tân trang lại Sân vận động Australia và cấu hình lại kích thước sân thành hình chữ nhật vĩnh viễn. Điều này sẽ có chi phí 800 triệu đô la, so với chi phí phá hủy và xây dựng lại là 1,3 tỷ đô la.
Vào ngày 31 tháng 5 năm 2020, các kế hoạch cải tạo đã bị chính phủ hủy bỏ, người đã chỉ ra sự thay đổi trong các ưu tiên ngân sách do hậu quả của đại dịch COVID-19 đang diễn ra. Quyết định này có nghĩa là sân vận động vẫn có khả năng tổ chức các môn thể thao hình bầu dục như cricket và bóng bầu dục Úc.

## Sử dụng
Các môn thể thao khác nhau đã sử dụng sân vận động này một cách thường xuyên. National Rugby League là người thuê sân thường xuyên nhất, trong khi các đội tuyển rugby union quốc tế, các đội tuyển bóng đá quốc tế và bóng bầu dục Úc đều được chơi tại sân. Sân vận động ANZ tổ chức các hoạt động sau:

### Rugby league

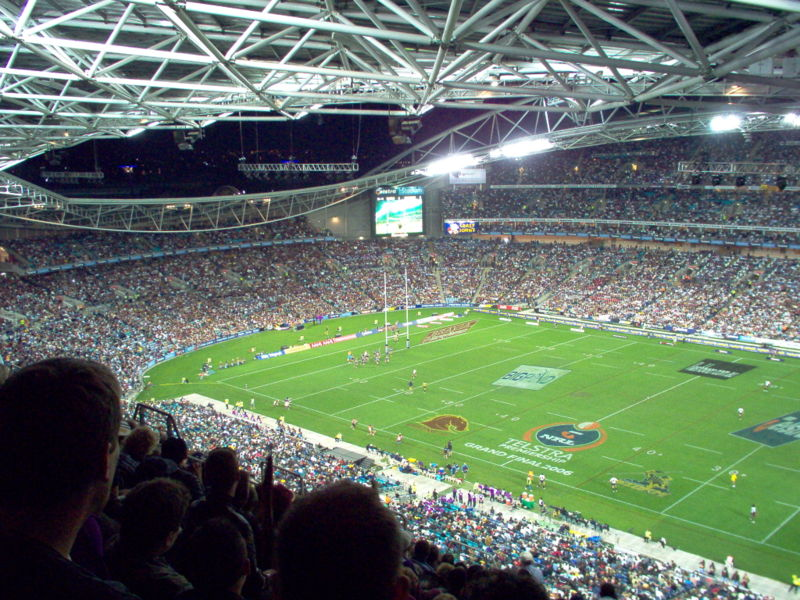
Chung kết NRL 2006

- Hai đội chơi phần lớn các trận sân nhà của họ ở đó: Canterbury-Bankstown Bulldogs (từ năm 1999)[21] và South Sydney Rabbitohs (từ năm 2006).[22]
- Parramatta Eels gọi Sân vận động ANZ là sân nhà tạm thời của họ từ năm 2017 đến tháng 4 năm 2019 trong khi Sân vận động Parramatta trên sân nhà thường xuyên của họ đã bị phá bỏ; với Sân vận động Western Sydney được xây dựng ở vị trí của nó. Wests Tigers hiện chia sẻ Sân vận động Western Sydney với Parramatta, sử dụng nó làm một trong ba sân nhà của họ, trước đó đã sử dụng sân vận động ANZ từ năm 2005–2008 và 2014–2018. St. George Illawarra Dragons gọi Sân vận động ANZ là sân nhà ở Sydney của họ vào năm 2008 trong khi sân nhà của họ, Kogarah Oval được tái phát triển và một lần nữa cho 2 trận đấu mỗi năm từ năm 2014 đến 2017.
- Tất cả các trận sân nhà của New South Wales thuộc loạt trận State of Origin đều được diễn ra tại sân vận động mỗi năm (một hoặc hai hàng năm kể từ năm 1999) và mọi trận chung kết NRL đều được tổ chức ở đó kể từ năm 1999.
- North Sydney Bears và Manly Warringah đã chơi ít nhất một trận trên sân nhà tại Sân vận động Australia trong năm khánh thành.[23]
- Tất cả các trận chung kết trên sân nhà được tổ chức bởi các câu lạc bộ thuê nhà, St. George Illawarra Dragons và Penrith Panthers đều được diễn ra tại Sân vận động ANZ.

### Rugby union
- Vào tháng 10 và tháng 11 năm 2003, sân vận động đã tổ chức bảy trận đấu trong Giải vô địch bóng bầu dục thế giới 2003, bao gồm cả trận chung kết vào ngày 22 tháng 11, mà đội tuyển Anh đã thắng Úc để giành chức vô địch Giải vô địch bóng bầu dục thế giới đầu tiên.
- Vào ngày 6 tháng 7 năm 2013, trận đấu test cuối cùng trong chuyến du đấu của Sư tử Anh và Ireland năm 2013 được diễn ra trên sân vận động ANZ, với chiến thắng 41–16 để giành chiến thắng trong loạt đấu này.
- Vào ngày 2 tháng 8 năm 2014, sân vận động đã tổ chức trận chung kết Super Rugby giữa New South Wales Waratahs và Canterbury Crusaders. Lượng khán giả kỷ lục đã được thiết lập tại Super Rugby với hơn 61.800 người đã chứng kiến Waratah đánh bại Crusaders trong một trận đấu kinh dị với tỉ số 33–32.

### Bóng đá

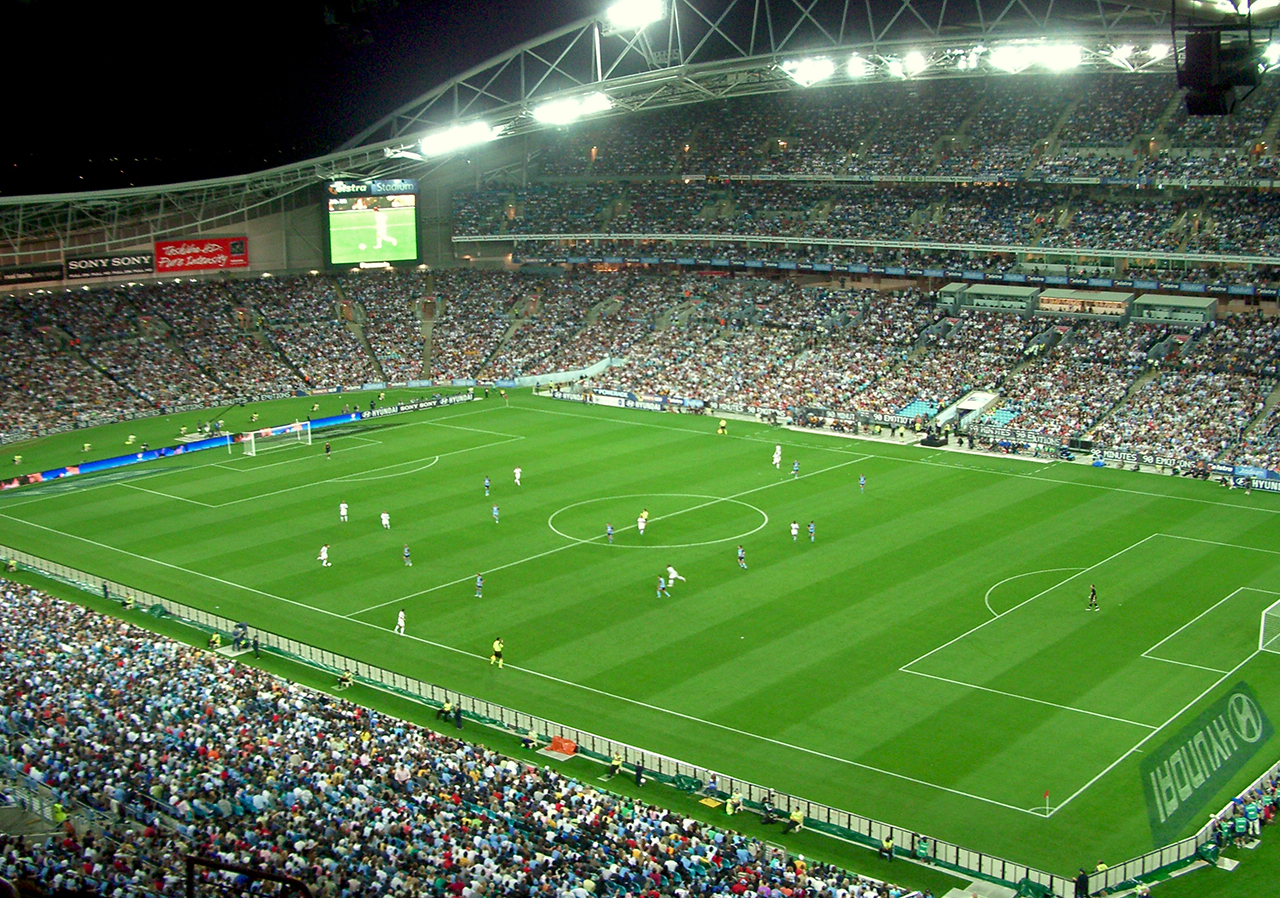
Trận đấu giữa Sydney FC và Los Angeles Galaxy tại Sân vận động ANZ năm 2007

Là sân vận động có sức chứa lớn nhất ở Úc có thể được thiết kế cho các môn thể thao sân hình chữ nhật, các trận đấu quan trọng của đội tuyển bóng đá quốc gia Úc (Socceroos) được tổ chức tại sân vận động này. Sân vận động đã tổ chức chiến thắng play-off năm 2005 của Úc trước Uruguay trong trận đấu play-off OFC-CONMEBOL, đội đủ điều kiện cho Socceroos tham dự Giải vô địch bóng đá thế giới 2006, lần đầu tiên họ xuất hiện kể từ năm 1974. Chiến thắng trong hiệp phụ của Úc trước Hàn Quốc trong trận chung kết Cúp bóng đá châu Á 2015, đánh dấu chức vô địch đầu tiên của Socceroos tại Asian Cup, cũng tại sân vận động.
Sydney FC đã chơi một số trận đấu giao hữu một lần duy nhất tại sân vận động. Sydney FC đã đánh bại Los Angeles Galaxy của MLS 5–3 trước 80.295 khán giả vào năm 2007. Trận đấu này rất đáng chú ý khi có huyền thoại Galaxy và tuyển thủ Mỹ Landon Donovan và cựu đội trưởng đội tuyển Anh David Beckham, người đã gia nhập Galaxy năm 2007 và ghi bàn từ một quả đá phạt trực tiếp trong trận đấu.
Các đội A-League địa phương, Sydney FC và Western Sydney Wanderers, cũng đã tổ chức các trận đấu với một số đội bóng ở giải Ngoại hạng Anh. Chelsea đã đánh bại Sydney FC 1–0 trước 83.598 khán giả vào ngày 2 tháng 6 năm 2015, số lượng khán giả lớn nhất cho một trận bóng đá tại sân vận động kể từ khi tái cấu hình sau Thế vận hội năm 2002. Everton đã đánh bại Sydney FC 1–0 trước 40.466 khán giả vào năm 2010. Tottenham Hotspur đánh bại Sydney FC 1–0 trước hơn 71.500 khán giả vào ngày 30 tháng 5 năm 2015. Sân vận động đã tổ chức hai trận đấu giao hữu vào năm 2017: Liverpool đánh bại Sydney FC 3–0 trước 72.892 khán giả vào ngày 24 tháng 5 năm 2017, trong khi vào ngày 13 tháng 7 năm 2017, Arsenal đánh bại Sydney FC với tỷ số 2–0 trước 80.432 khán giả. Arsenal cũng có trận đấu với Western Sydney Wanderers trên sân vận động này hai ngày sau đó, với chiến thắng 3–1 của đội bóng Anh trước 83.221 khán giả.
A-League All Stars cũng đã tổ chức một số trận đấu chỉ diễn ra tại sân vận động. Đội bóng của Premier League, Manchester United đã đánh bại A-League All Stars 5–1 trước 83.127 khán giả vào ngày 20 tháng 7 năm 2013. Đội bóng Serie A của Ý Juventus đã đánh bại A-League All Stars 3–2 trước 55.364 khán giả vào ngày 10 tháng 8 năm 2014. Trận đấu này cũng rất đáng chú ý với huyền thoại của Juventus, Alessandro Del Piero, khi khoác áo Sydney FC, lần đầu tiên thi đấu với Juventus.
Sân vận động đã tổ chức một số trận đấu của Cúp bóng đá châu Á 2015, bao gồm cả trận chung kết.
Sân vận động Australia cũng tổ chức một số trận đấu trong nước A-League ít hơn khi có nhu cầu. Sydney FC đã tổ chức một trận đấu trên sân nhà ở A-League vào ngày 9 tháng 1 năm 2016 với Newcastle Jets tại sân này. Western Sydney Wanderers sử dụng sân vận động cũng như Sân vận động Sydney Showground làm sân nhà của họ trong khi Sân vận động Pirtek bị phá bỏ và thay thế bằng Sân vận động Western Sydney. Vào ngày 8 tháng 10 năm 2016, họ đã thu hút một lượng khán giả kỷ lục A-League là 61.880 người trong trận Derby Sydney với Sydney FC.
Sân vận động này sẽ tổ chức một số trận đấu của Giải vô địch bóng đá nữ thế giới 2023, bao gồm cả trận chung kết.

### Bóng bầu dục Úc

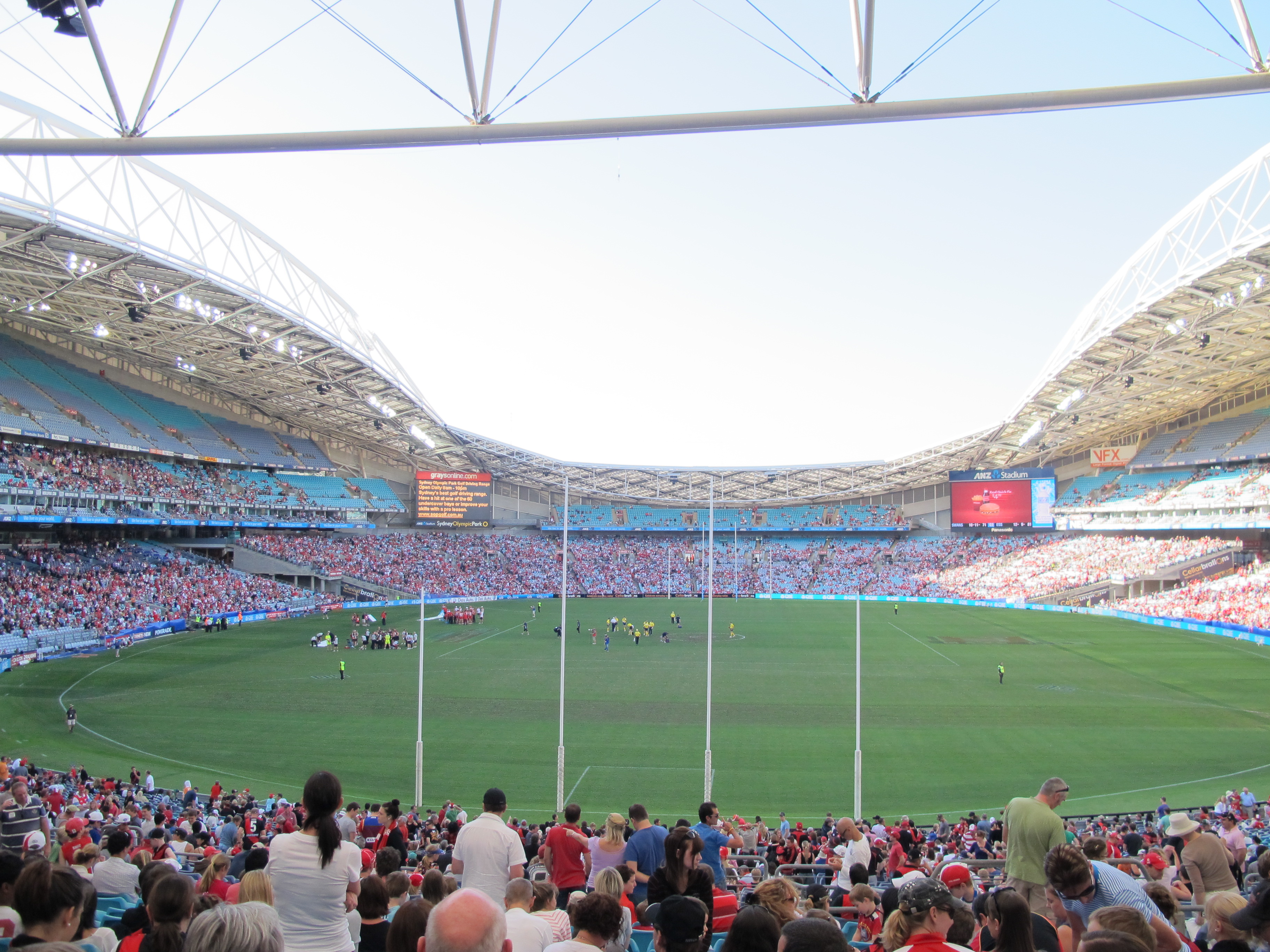
Trận đấu mùa giải AFL 2011 giữa Sydney Swans và Essendon

- Tất cả các trận chung kết Australian Football League trên sân nhà do Sydney Swans tổ chức đều được diễn ra tại sân này từ năm 2003 đến năm 2016, ngoại trừ một trận vào năm 2005 do sân vận động không hoạt động. Ba trận Derby Sydney đầu tiên cũng được tổ chức tại địa điểm này, tuy nhiên, trận đấu trên sân nhà của Swans chuyển đến Sydney Cricket Ground vào năm 2013 và trận đấu trên sân nhà của Giants chuyển đến Sân vận động Sydney Showground vào năm 2014.
- Sydney Swans đã chơi tới ba trận "bom tấn" tại địa điểm này mỗi mùa từ năm 2002 đến 2015, với tám trận sân nhà còn lại của họ được tổ chức tại Sydney Cricket Ground (SCG). Bắt đầu từ năm 2016, Swans không còn chơi tại Sân vận động Australia nữa, với tất cả các trận đấu trên sân nhà của họ đều chuyển về Sydney Cricket Ground toàn thời gian.[27][28]
- Greater Western Sydney Giants có Sân vận động ANZ như một lựa chọn cho các trận đấu trên sân nhà khi Sân vận động Sydney Showground, sân nhà chính của họ, không hoạt động.
- Swans đã chuyển tất cả các trận đấu trên sân nhà vào năm 2016 cho SCG, bao gồm cả ba trận đấu theo lịch trình tại Sân vận động ANZ.[29] Tuy nhiên, sân vận động đã tổ chức trận derby vòng loại cuối cùng giữa Sydney Swans và Greater Western Sydney Giants vào ngày 10 tháng 9 năm 2016. 60.222 người đã dự khán trận đấu, lượng khán giả cao nhất cho một trận đấu bóng bầu dục Úc ở New South Wales kể từ năm 2007.[30]

### Cricket

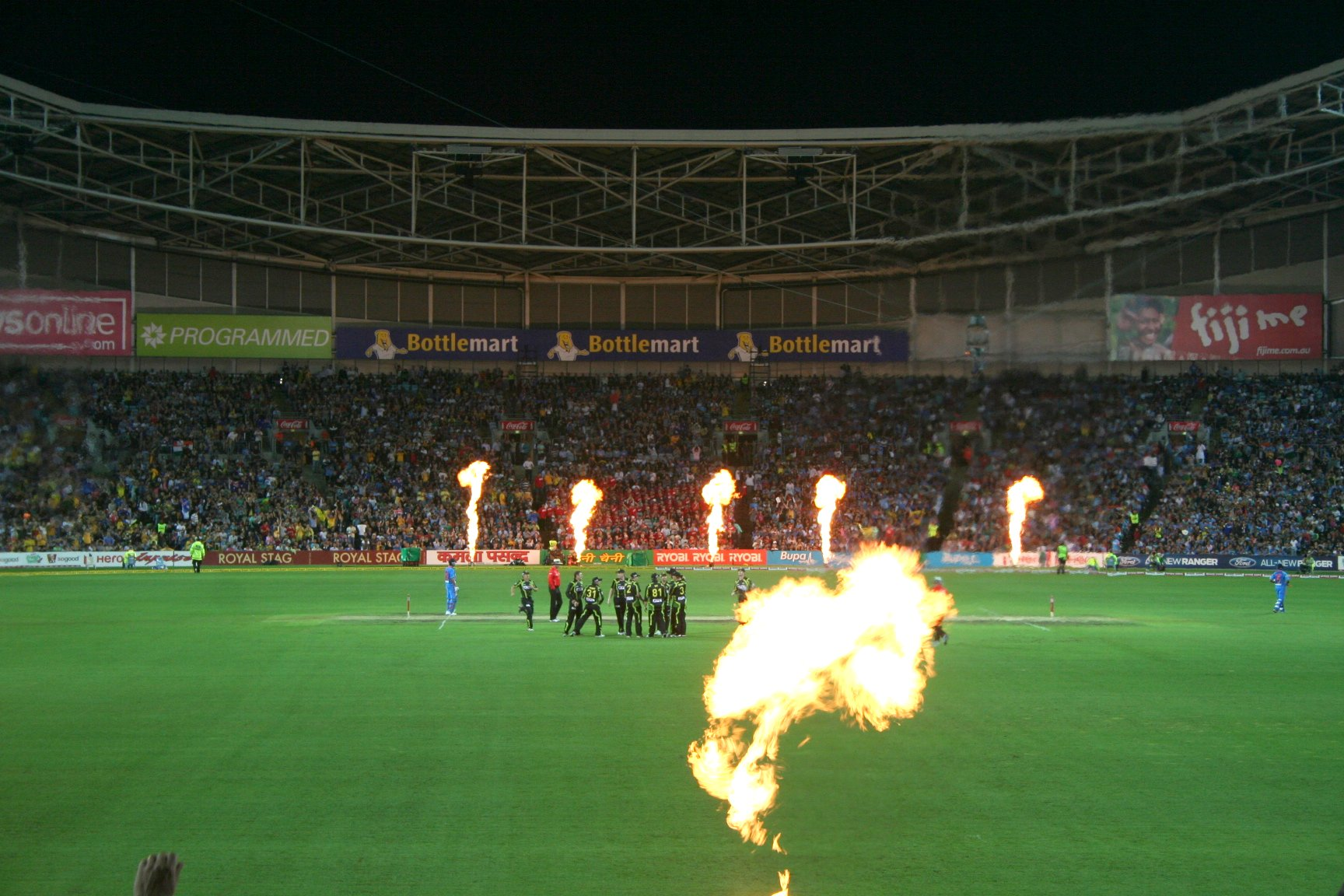
Trận đấu Twenty20 giữa Ấn Độ và Úc năm 2012

- Sân vận động đã được phê duyệt là sân thi đấu cricket quốc tế và đã tổ chức Twenty20 Internationals.
- Sân vận động là sân nhà của nhượng quyền thương mại Sydney Thunder của Big Bash League từ năm 2011 đến năm 2014. Vào tháng 6 năm 2015, Thunder thông báo họ sẽ rời Sân vận động ANZ và chơi tất cả các trận đấu sân nhà tại Sân vận động Sydney Showground cho đến mùa giải BBL 2024–25.[31]
- Sân đã tổ chức trận đấu Cricket Quốc tế đầu tiên khi Úc đấu với Ấn Độ trong trận đấu đêm Twenty20 vào ngày 1 tháng 2 năm 2012[13] và tổ chức T20 International cuối cùng vào năm 2014.

### Đua xe thể thao
Vào ngày 26 tháng 10 năm 2002, Sân vận động Australia đăng cai tổ chức giải đua xe mô tô tốc độ với Speedway Grand Prix of Australia, vòng thứ 10 và là vòng cuối cùng của loạt giải vô địch thế giới Speedway Grand Prix 2002. Một đường đua dài 400 mét (440 thước Anh) tạm thời đã được sử dụng với tay đua người Mỹ Greg Hancock giành GP từ Scott Nicholls của Anh và nhà vô địch cú ăn ba thế giới tương lai của Úc Jason Crump, người có vị trí thứ ba đủ để nâng anh lên vị trí thứ ba trong bảng xếp hạng chức vô địch trên người đồng hương người Úc Ryan Sullivan. Cũng đại diện cho Úc tại giải đấu là Leigh Adams, người đã về thứ 4 trong Giải vô địch thế giới, và gặp các tay đua đại diện Jason Lyons và Mick Poole. Sự kiện thu hút khoảng 31.500 người hâm mộ.
Sân vận động Australia đã tổ chức sự kiện Monster Jam Australia lần đầu tiên vào năm 2013 và vẫn là địa điểm duy nhất có mặt trong cả bốn chuyến lưu diễn tại Úc tính đến năm 2016.

### Bóng bầu dục Mỹ
Khi sân được gọi là Sân vận động Australia, địa điểm đã tổ chức American Bowl vào ngày 7 tháng 8 năm 1999 giữa Denver Broncos và San Diego Chargers, đây là trận đấu bóng bầu dục Mỹ chuyên nghiệp đầu tiên của được tổ chức ở Nam Bán cầu.
Sân vận động ANZ cũng đã tổ chức trận khai mạc mùa giải bóng bầu dục đại học NCAA 2016 vào ngày 27 tháng 8 năm 2016 giữa California Golden Bears và Hawaii Rainbow Warriors, được đặt tên là Sydney Cup.

### Buổi hòa nhạc
- Bee Gees, bao gồm Barry, Robin và Maurice Gibb, biểu diễn buổi hòa nhạc đầu tiên tại sân vận động vào ngày 27 tháng 3 năm 1999. Buổi biểu diễn đã bán hết vé với số lượng người tham dự là 66.285 người.
- Ban nhạc rock Úc AC/DC đã biểu diễn 3 buổi diễn vào tháng 2 năm 2010 (ngày 18, 20 & 22) trong khuôn khổ chuyến lưu diễn Black Ice World Tour của họ, được hỗ trợ bởi Wolfmother. Các buổi biểu diễn có số lượng người tham dự tương ứng là 70.282, 75.867 và 66.896 người.[34]
- Ban nhạc rock Ireland U2 đã biểu diễn tại sân vận động vào ngày 10, 11 và 13 tháng 11 năm 2006 với sự tham dự tổng hợp của 206.568 người, như một phần của Vertigo Tour của họ. Họ trở lại vào ngày 13 và 14 tháng 12 năm 2010 với sự tham dự tổng hợp của 107.155 người, như một phần của chuyến lưu diễn U2 360° Tour của họ.
- Ban nhạc rock Hoa Kỳ Bon Jovi đã biểu diễn tại sân vận động vào ngày 14 tháng 12 năm 2013. Buổi biểu diễn đã cháy vé với 60.510 khán giả và đây là buổi hòa nhạc lớn nhất tại sân vận động kể từ U2 năm 2010.
- Rapper Eminem biểu diễn tại sân vận động vào ngày 22 tháng 2 năm 2014. Buổi biểu diễn đã cháy vé với sự tham dự của 53.649 người.[35] Anh trở lại sân vận động vào ngày 22 tháng 2 năm 2019, đúng 5 năm sau.[36]
- Ca sĩ kiêm nhạc sĩ người Mỹ Taylor Swift đã biểu diễn tại sân vận động vào ngày 28 tháng 11 năm 2015, biểu diễn trước 75.980 người đã mua hết vé,[37] trong khuôn khổ The 1989 World Tour. Swift trở lại sân vận động vào ngày 2 tháng 11 năm 2018 trong khuôn khổ chuyến lưu diễn Reputation Stadium Tour của cô, một lần nữa biểu diễn trước một đám đông đã bán hết vé.
- Ban nhạc rock Mỹ Guns N' Roses đã biểu diễn tại sân vận động vào ngày 10 và 11 tháng 2 năm 2017 với sự tham dự tổng hợp của 84.277 người, như một phần của chuyến lưu diễn Not in This Lifetime... Tour của họ.
- Ca sĩ kiêm nhạc sĩ người Anh Adele đã biểu diễn tại sân vận động vào ngày 10 và 11 tháng 3 năm 2017, trong khuôn khổ Adele Live 2017. Nữ ca sĩ đã biểu diễn với tổng số 200.000 người tham dự, khiến hai buổi hòa nhạc của cô trở thành buổi hòa nhạc có lượng khán giả cao nhất trong lịch sử của sân vận động.[38][39] Đây cũng là lượng khán giả lớn nhất mà địa điểm tổ chức đã chứng kiến kể từ Thế vận hội Sydney 2000, phá vỡ kỷ lục năm 2015 của Taylor Swift với 75.980 khán giả.[40] Buổi biểu diễn chật cứng đến mức gây ra sự chậm trễ giao thông công cộng trên toàn thành phố và cả hai buổi diễn đều bị hoãn tới 45 phút để người tham dự có thêm thời gian đến buổi hòa nhạc.[cần dẫn nguồn]
- Ca sĩ người Canada Justin Bieber đã biểu diễn tại sân vận động vào ngày 15 tháng 3 năm 2017 với sự tham dự của 65.836 người, trong khuôn khổ chuyến lưu diễn Purpose World Tour của anh ấy.
- Foo Fighters đã biểu diễn tại sân vận động vào ngày 27 tháng 1 năm 2018, trước 71.314 người, như một phần của chuyến lưu diễn Concrete and Gold Tour của họ.
- Ca sĩ kiêm nhạc sĩ người Anh Ed Sheeran đã biểu diễn tại sân vận động vào ngày 15, 16 và 17 tháng 3 năm 2018, với số lượng người tham dự là 243.513 người trong ba đêm, như một phần của chuyến lưu diễn ÷ Tour.[41]
- Queen + Adam Lambert biểu diễn tại sân vận động vào ngày 15 tháng 2 năm 2020 trong khuôn khổ chuyến lưu diễn Rhapsody Tour của họ.
- Ngôi sao nhạc pop người Mỹ Michael Jackson đã lên kế hoạch biểu diễn tại đây «Millennium Concert» vào ngày 31 tháng 12 năm 1999. Sau đó những kế hoạch này bị đình chỉ và buổi hòa nhạc bị hủy bỏ.
- Vào Chủ nhật, ngày 16 tháng 2 năm 2020, buổi hòa nhạc gây quỹ Fire Fight Australia đã được tổ chức bao gồm các buổi biểu diễn trực tiếp của Lee Kernaghan, Conrad Sewell, Baker Boy, Daryl Braithwaite, Pete Murray, Grinspoon, Jessica Mauboy, Illy, Guy Sebastian, Peking Duk, Delta Goodrem, Ronan Keating, Tina Arena, Alice Cooper, Amy Shark, 5 Seconds of Summer, Queen + Adam Lambert biểu diễn cùng một bộ với màn biểu diễn Live Aid của họ, Michael Bublé (Trực tiếp từ Rod Laver Arena), Hilltop Hoods (với Illy, Ecca Vandal, Adrian Eagle) và Montaigne, k.d. lang, Icehouse + William Barton và John Farnham + Olivia Newton-John và tham gia biểu diễn trên sân khấu You're The Voice của Mitch Tambo, William Barton và Brian May của Queen. Sự kiện được tổ chức bởi diễn viên hài Celeste Barber và được phát sóng trên truyền hình bởi Seven Network và FOX8.

## Kỷ lục khán giả
|                                       | Trước khi cấu hình lại                                                                                 | Sau khi cấu hình lại                                                                    | Sau khi cấu hình lại |
| Hình bầu dục                          | Trước khi cấu hình lại                                                                                 | Hình chữ nhật                                                                           | |
| ------------------------------------- | --- | --------------------------------------------------------------------------------------- | --- |
| Sức chứa sân vận động                 | 110.000                                                                                                | 82.500                                                                                  | 84.000 |
| Tất cả                                | 114.714 Lễ bế mạc (Thế vận hội Sydney 2000) 1 tháng 10 năm 2000                                        | 72.393 Sydney Swans v Collingwood Football Club (Mùa giải AFL 2003) 23 tháng 8 năm 2003 | 95.809 Adele Live 2017 10 tháng 3 năm 2017                                                                                  |
| Điền kinh                             | 112.524 Thế vận hội Sydney 2000 25 tháng 9 năm 2000                                                    | —                                                                                       | — |
| Rugby league (State Of Origin)        | 88.336 New South Wales v Queensland (Loạt trận State of Origin 1999) 9 tháng 6 năm 1999                | —                                                                                       | 83.813 New South Wales v Queensland (Loạt trận State of Origin 2013) 17 tháng 7 năm 2013                                    |
| Rugby league (hạng nhất)              | 107.999 St George Illawarra v Melbourne Chung kết NRL 1999 26 tháng 9 năm 1999                         | —                                                                                       | 83.833 South Sydney Rabbitohs v Canterbury-Bankstown Bulldogs Chung kết NRL 2014 5 tháng 10 năm 2014                        |
| Bóng đá quốc tế                       | 104.098 Tây Ban Nha v Cameroon (Thế vận hội Sydney 2000 Chung kết môn bóng đá nam) 30 tháng 9 năm 2000 | —                                                                                       | 82.698 Úc v Uruguay (Vòng loại World Cup 2006) 16 tháng 11 năm 2005                                                         |
| Bóng đá câu lạc bộ                    | — | —                                                                                       | 83.598 Sydney FC v Chelsea 2 tháng 6 năm 2015                                                                               |
| Cricket quốc tế                       | — | 59.569 Úc v Ấn Độ T20 International 1 tháng 2 năm 2012                                  | — |
| Cricket trong nước                    | — | 32.823 Sydney Thunder v Sydney Sixers (Big Bash League 2014-15) 27 tháng 12 năm 2014    | — |
| Rugby union                           | 109.874 Úc v New Zealand (Tri Nations Series 2000) 15 tháng 7 năm 2000                                 | —                                                                                       | 83.702 Úc v Sư tử Anh và Ireland (Chuyến du đấu của Sư tử Anh và Ireland tới Úc) 6 tháng 7 năm 2013                         |
| Bóng bầu dục Úc (tất cả các trận đấu) | — | 72.393 Sydney Swans v Collingwood Football Club (Mùa giải AFL 2003) 23 tháng 8 năm 2003 | — |
| Bóng bầu dục Úc (các trận chung kết)  | — | 71.019 Sydney Swans v Brisbane Chung kết sơ loại AFL 2003 20 tháng 9 năm 2003           | — |
| Bóng bầu dục Mỹ                       | 73.811 Denver Broncos v San Diego Chargers American Bowl 1999 8 tháng 8 năm 1999                       | —                                                                                       | 61.247 California Golden Bears v Hawaii Rainbow Warriors Mùa giải bóng bầu dục NCAA Division I FBS 2016 27 tháng 8 năm 2016 |
| Đua xe mô tô tốc độ                   | — | —                                                                                       | 31.500 Speedway Grand Prix of Australia Speedway Grand Prix 2002 26 tháng 10 năm 2002                                       |
| Buổi hòa nhạc                         | 66.285 Bee Gees The One Night Only Tour 27 tháng 3 năm 1999                                            | 75.980 Taylor Swift The 1989 World Tour 28 tháng 11 năm 2015                            | 98.364 Adele Adele Live 2017 11 tháng 3 năm 2017                                                                            |